# Business Sweden

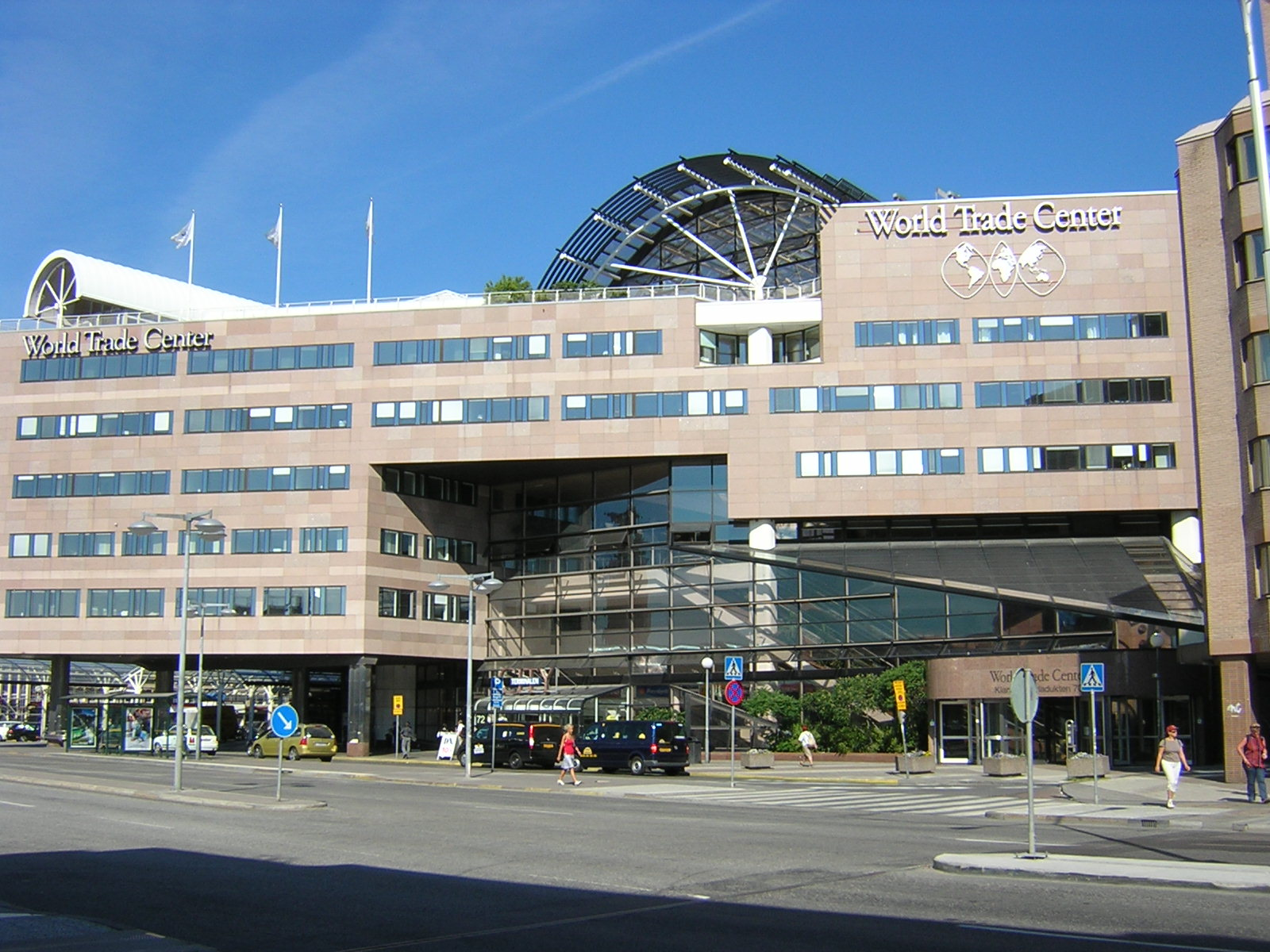
siedziba agencji Business Sweden w WTC w Sztokholmie

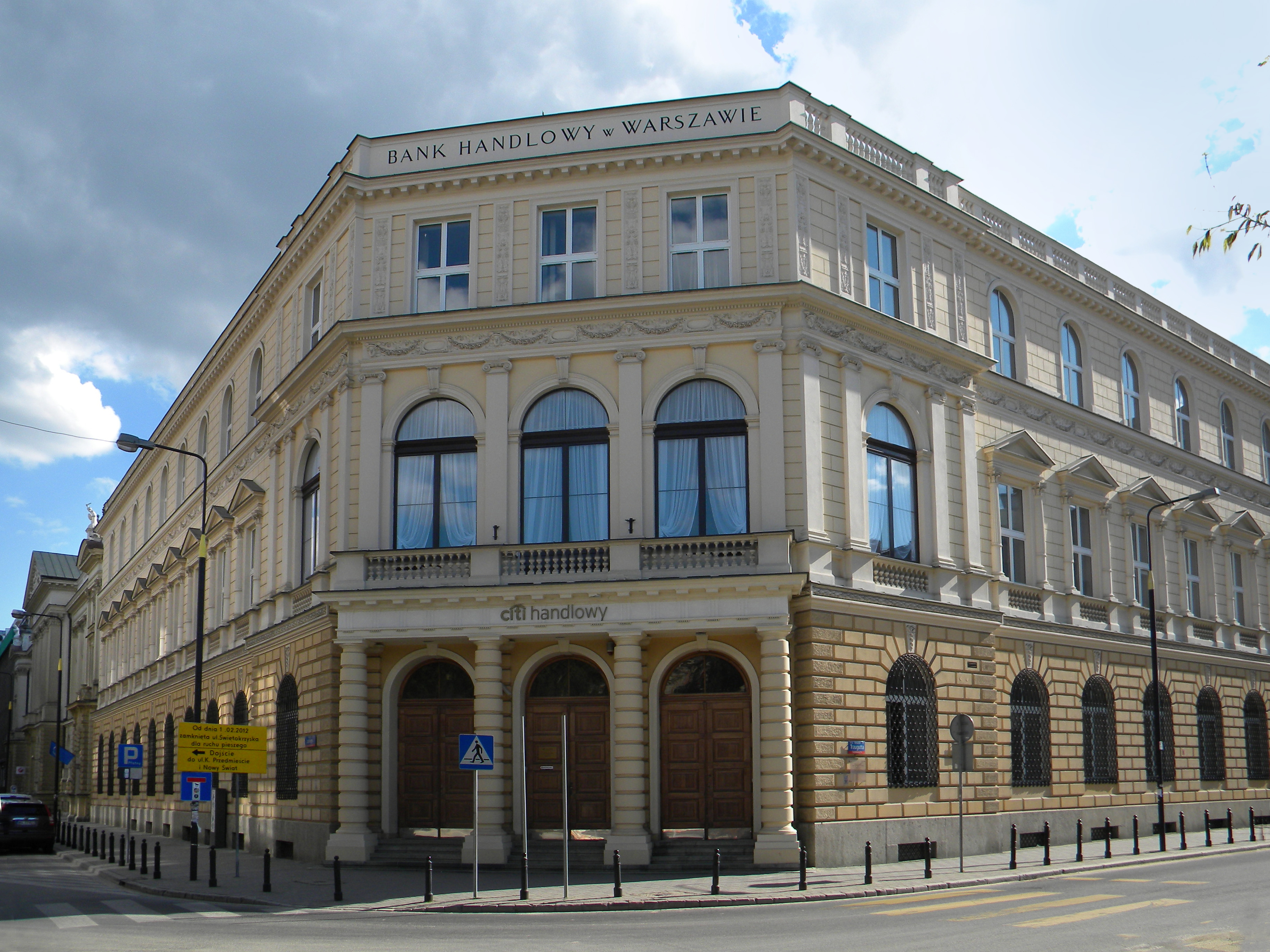
siedziba Business Sweden w Warszawie przy ul. Czackiego (2011-)

Business Sweden – szwedzka organizacja promocji handlu i inwestycji z siedzibą w Sztokholmie.
Została utworzona w 2013 z połączenia dotychczasowych - Szwedzkiej Rady ds. Handlu (Exportrådet, Swedish Trade Council) oraz agencji Invest Sweden. Szwedzka Rada ds. Handlu była powołana w 1972 decyzją parlamentu jak też zarządzana wspólnie przez Ministerstwo Spraw Zagranicznych (Utrikesdepartementet) i Szwedzkie Stowarzyszenie Handlu Zagranicznego (Sveriges Allmänna Utrikeshandelsförening), wcześniej używające nazwy – Szwedzkie Stowarzyszenie Eksportu (Sveriges Allmänna Exportförening).
Obecnie agencja zatrudnia około 500 pracowników w 57 krajach, w tym 10 w Polsce. W większości krajów, szef przedstawicielstwa posiada tytuł radcy handlowego ambasady Szwecji.
Przedstawicielstwo w Polsce funkcjonuje od 1992, wcześniej przy ul. Pytlasińskiego 13a (1996), ul. Wołodyjowskiego 74 (2001), ul. Królewskiej 16 (2006-2011), następnie w b. budynku z 1874 Banku Handlowego przy ul. Czackiego 7/9 (2011-).